# Ghostface Killah
Ghostface Killah, pseudonimo di Dennis Coles (New York, 9 maggio 1970), è un rapper statunitense, membro del collettivo hip hop Wu-Tang Clan.
Il suo nome d'arte deriva dall'antagonista del film Ninja Checkmate.

## Biografia
Ghostface Killah apre il celebre disco d'esordio del Wu-Tang Clan, Enter the Wu-Tang (36 Chambers) realizzando la prima strofa del primo brano, Bring da Ruckus. Durante i primi concerti del gruppo, il rapper indossava una maschera, a quanto pare per motivi di giustizia.
Nel 1995 Ghostface gioca un ruolo importante nel primo album da solista dell'amico Raekwon, Only Built 4 Cuban Linx..., collaborando a ben 14 tracce su 18, e partecipa alla realizzazione delle colonne sonore di Sunset Park e Don't Be a Menace to South Central While Drinking Your Juice in the Hood. L'anno dopo pubblica invece il suo primo disco solista, Ironman. Molto più influenzato dalla musica soul dei suoi predecessori, trasforma nuovamente il suono del Wu-Tang Clan, raggiungendo il disco di platino. Nel 1996 Ghost scopre anche di essere diabetico.
Nel 2000, arriva Supreme Clientele, considerato il miglior lavoro nella seconda generazione di dischi pubblicati dai membri del Wu-Tang, universalmente acclamato da critica e pubblico e riconosciuto come uno degli album hip hop migliori degli anni 2000. Appena un anno dopo Ghostface termina Bulletproof Wallets, album decisamente influenzato dalla musica R&B.
Dopo aver firmato un contratto con la Def Jam Recordings, arriva The Pretty Toney Album, primo ed unico album a portare la firma "Ghostface" (eliminando il Killah). I singoli Tush e Run arrivano anche in classifica e il disco, che tra le collaborazioni vede i nomi di Missy Elliott e Jadakiss, riscontra un buon successo anche nei club e nelle discoteche. Nel frattempo Killah forma un nuovo gruppo, la Theodore Unit, pubblicando il disco 718.
Il 2006 diventa l'anno del ritorno dei Wu-Tang Clan specialmente grazie a Ghost: oltre ad aprire le grandi uscite a firma Wu-Tang con Fishscale, suo maggior successo a livello commerciale dai tempi di Supreme Clientele, lo chiude con un altro disco, More Fish. Entrambi i lavori mostrano diversi produttori estranei al nucleo del gruppo, come Pete Rock, MF DOOM e J Dilla.
Ghostface è inoltre proprietario di una poker room online, GFK Poker.

## Discografia

### Album in studio
- 1996 – Ironman
- 2000 – Supreme Clientele
- 2001 – Bulletproof Wallets
- 2004 – The Pretty Toney Album
- 2006 – Fishscale
- 2006 – More Fish
- 2007 – The Big Doe Rehab
- 2009 – Ghostdini: Wizard of Poetry in Emerald City
- 2010 – Apollo Kids
- 2013 – Twelve Reasons to Die
- 2014 – 36 Seasons
- 2015 – Twelve Reasons to Die II
- 2019 – Ghostface Killahs
- 2024 – Set the Tone (Guns & Roses)

### Album collaborativi
- 2004 – 718 (con la Theodore Unit)
- 2005 – Put It on the Line (con Trife Diesel)
- 2010 – Wu-Massacre (con Method Man & Raekwon)
- 2012 – Wu Block (con Sheek Louch)
- 2015 – Sour Soul (con BADBADNOTGOOD)
- 2018 – The Lost Tapes (con Big Ghost Ltd.)
- 2019 – Czarface Meets Ghostface (con Czarface)

### Raccolte
- 2008 – GhostDeini the Great